# Гранби
Гранби́ (фр. Granby, произносится /grambe/) — город в нижнем течении реки Святого Лаврентия в кантоне Верхняя Ямаска (фр. La-Haute-Yamaska), в провинции Квебек в Kанаде. Население — 47 637 жителей, с пригородами 68 352 (2006, общеканадская перепись).

## Географическое положение
Город расположен в историко-культурном регионе Квебека Восточные Кантоны.

## История
Первое европейское поселения на месте Гренби основали англоквебекцы в начале XIX века. Здесь поселились три брата. Впоследствии в город переселились франкоканадцы из долины реки Святого Лаврентия. В 1861 году доля франкофонов превысила 50 %, а в настоящее время они составляют порядка 95 % населения города.

## Население и язык
В современном населении города представлены франкоканадцы. Распространён французский язык, в деловой сфере иногда используется и английский.

## Достопримечательности
В Гранби расположен крупнейший в провинции Квебек зоопарк, часть обитателей которого переехала из закрытого в 2006 г. зоопарка г. Квебек.
При зоопарке функционирует небольшой аквапарк Amazoo. Чуть южнее от города расположен другой аквапарк, Ski Bromont.

## Города-побратимы
- Тун (фр. Thoune), Швейцария
- Уинсор (англ. Windsor), пров. Онтарио, Канада
- Ковентри (англ. Coventry), Великобритания
- Сент-Этьен (фр. Saint-Étienne), Франция
- Хаммам-Лиф (араб. حمام الأنف‎), Тунис
- Жоаль-Фадиут (фр. Joal-Fadiouth), Сенегал
- Рэйн[англ.] (англ. Rayne), шт. Луизиана, США
- Анкона (итал. Ancona), Италия
- Бокито[англ.] (фр. Bokito), Камерун
- Марракеш (фр. Marrakech, араб. مراكش‎), Марокко